# Бериша, Линдон
Линдон Бериша (алб. Lindon Berisha, род. 7 июня 1990 года в г. Скопье, Социалистическая Республика Македония, Социалистическая Федеративная Республика Югославия), также известный как Линдон (алб. Lindon) — албанский певец и автор песен из Северной Македонии.

## Жизнь и карьера

### 1990—2015
Линдон Бериша родился 7 июня 1990 года в албанской семье в городе Скопье, Социалистическая Республика Македония, Социалистическая Федеративная Республика Югославия (ныне Северная Македония). Его отец, Аргон Бериша, также был популярным певцом и автором песен в конце XX века. Бериша получил известность в албанскоязычном мире в 2015 и 2016 годах благодаря участию в синглах «Kalle», «Asnihere» и «Money» македонско-албанского певца Адриана Гаджи.

### 2016—настоящее время
После успеха Бериша продолжил свою продюсерскую карьеру, продюсируя и сочиняя песни для других албанских артистов. В 2016 году Арилена Ара участвовала в музыкальном конкурсе Kënga Magjike с песней «Nëntori» («Ноябрь»), написанной Линдоном Беришей. Песня заняла третье место и достигла коммерческого успеха в Румынии, России и Восточной Европе, заняв первое место в румынских чартах Airplay. Три года спустя, в 2019 году, он написал для Арилены Ары ещё одну песню — «Shaj» («Крик»), которая победила на 58-м выпуске национального отборочного конкурса Festivali i Këngës. Таким образом, певица должна была представить Албанию на конкурсе Евровидение 2020 в Роттердаме, Нидерланды. В феврале 2020 года была выпущена песня «Flm Klm», которая заняла 78-е место в чартах Албании.

## Дискография

### Синглы

#### Певец
| «Bye Bye»                                                                                 | 2009 | н/д | Без альбома |
| «Pare» (с Шпрендом Латифи)                                                                | 2015 | н/д | Без альбома |
| «Syn» (с Флорианом Бекири)                                                                | 2015 | н/д | Без альбома |
| «Dale»                                                                                    | 2016 | —   | Без альбома |
| «Lolo»                                                                                    | 2017 | —   | Без альбома |
| «Summer Luv»                                                                              | 2017 | 17  | Без альбома |
| «Merri Krejt»                                                                             | 2017 | 84  | Без альбома |
| «Sikur Yje» (с Луизой)                                                                    | 2019 | —   | Без альбома |
| «Flm Klm»                                                                                 | 2020 | 78  | Без альбома |
| «—» обозначает запись, которая не попала в чарты или не была выпущена на этой территории. |      |     |             |

#### Автор песен
| «Kalle» (Адриан Гаджа с Линдоном Беришей)                                                 | 2015 | 13 | Non-album single |
| «Asnihere» (Адриан Гаджа с Линдоном Беришей)                                              | 2015 | 4  | Non-album single |
| «Money» (Адриан Гаджа с Линдоном Беришей)                                                 | 2016 | —  | Non-album single |
| «T’kom Dasht» (Элинель с Линдоном Беришей)                                                | 2016 | —  | Non-album single |
| «Hallall E Ke» (DJ PM и DJ Dagz с Линдоном Беришей)                                       | 2018 | —  | Non-album single |
| «1 Xhiro» (2Ton с Линдоном Беришей)                                                       | 2018 | —  | Non-album single |
| «Stranger» (Канита Сума с Линдоном Беришей)                                               | 2019 | 84 | Non-album single |
| «Bella» (Эни Кочи с Линдоном Беришей)                                                     | 2019 | —  | Non-album single |
| «—» обозначает запись, которая не попала в чарты или не была выпущена на этой территории. |      |    |                  |